# Pescaclics
Pescaclics (en anglès: clickbait) és un contingut web que està dissenyat perquè l'usuari hi faci clic ja sigui per a llegir-lo, mirar-lo o escoltar-lo. També existeixen els titulars pescaclics (en anglès: click-bait headlines), que consisteixen en titulars sensacionalistes per atreure clics.
El periodisme de pescaclics consisteix en la publicació de titulars sensacionalistes per a fomentar el desviament del material a través de xarxes socials en línia, generant així ingressos per publicitat a costa de la qualitat o l'exactitud dels titulars. Aquests normalment procuren explotar la «bretxa de la curiositat», proporcionant informació suficient, però no completa, perquè el lector, insatisfet, accedeixi a més enllaços addicionals. Són recursos semblants als de la premsa groga.
Aquest tipus de periodisme va intrínsecament lligat amb la gran emergència de les fake news, que busquen un titular que capti l'atenció del lector sense haver-hi una intenció periodística al darrere, només amb la finalitat de treure beneficis econòmics per les visites a la pàgina.
Cap a l'any 2014, la utilització del pescaclics a Internet havia començat a generar una reacció en contra del seu ús. El diari satíric The Onion va llançar un nou lloc web, ClickHole, que parodiava llocs web pescaclics, i a l'agost 2014, Facebook va anunciar que estava prenent mesures tècniques per reduir l'impacte d'aquesta estratègia a la seva xarxa social utilitzant, entre altres senyals, el temps dedicat per l'usuari en visitar la pàgina vinculada com una forma de distingir-la d'altres continguts.